# Jessica Brooks
Jessica Brooks é uma maquiadora britânica conhecida por ter trabalhado em Guardiões da Galáxia (2014), X-Men: Primeira Classe e Transformers: O Último Cavaleiro (2017). Como reconhecimento, foi nomeada ao Óscar 2019 na categoria de Melhor Maquiagem e Penteados por Mary Queen of Scots (2018).